# ژو ژنو
ژو ژنو (فرانسوی: Joé Juneau‎؛ زادهٔ ۵ ژانویهٔ ۱۹۶۸) بازیکن هاکی روی یخ اهل کانادا است.
از باشگاه‌هایی که در آن بازی کرده‌است می‌توان به فینیکس کایوتیس و مونترآل کانادینز اشاره کرد.